# Chumma foliata
Espèce
Chumma foliata est une espèce d'araignées aranéomorphes de la famille des Macrobunidae.

## Distribution
Cette espèce est endémique du Cap-Oriental en Afrique du Sud,. Elle se rencontre dans les monts Amatola vers Hogsback.

## Description
Le mâle holotype mesure 2,33 mm et la femelle paratype 2,83 mm.

## Systématique et taxinomie
Cette espèce a été décrite par Jocqué et Alderweireldt en 2018.

## Publication originale
- Jocqué & Alderweireldt, 2018 : « New Chummidae (Araneae): quadrupling the size of the clade. » European Journal of Taxonomy, no 412, p. 1-25 (texte intégral).